# 마이클 페일린
마이클 페일린(Michael Palin, CBE, 1943년 5월 5일 ~ )은 잉글랜드의 배우, 여행 작가, 각본가, 사회자이다.

## 출연 작품
- 스탈린이 죽었다! - 뱌체슬라프 몰로토프 역

## 서훈
- 2000년 대영 제국 훈장 3등급(CBE) 수훈[1]